# Кимри
Кимри (рус. Кимры) град је у европском делу Руске Федерације и један од 5 градских округа у Тверској области. Уједно је и административни центар Кимерског рејона на крајњем југоистоку Тверске области. Лежи на обали реке Волге, на месту где се у њу улива речица Кимрка, на око 140 км источно од града Твера.
Према попису становништва из 2010. у граду је живело 49.623 становника, док је према проценама националне статистичке службе Русије 2014. град имао око 47.235 становника. Укупна површина градске територије је 44 км².
Административни статус града Кимри носи од 16. јуна 1917. године.

## Географија
Град Кимри лежи у пространој долини која се пружа уз са обе стране реке Волге у њеном горњем делу тока, на месту где се у Волгу улива речица Кимрка. Налази се на око 133 км источно од града Твера са којим је повезан друмским правцима Р84, Р86 и Р116 и на око 135 км северозападно од Москве.
Лежи на надморској висини од 100 до 130 метара.
Клима је умереноконтинентална са нешто умеренијим зимама и влажнијим летима. Просечне фебруарске температуре ваздуха су око –7,6 °C, односно јула око +18,7 °. Апсолутни минимум измерен је 31. децембра 1978. и имао је вредност од –43,8 °, док је највиша максимална температура икада од +38,8 ° измерена 7. августа 2010. године. Просечна сума падавина на годишњем нивоу креће се у вредностима од 550 до 750 мм.
На око 8 км јужно од града налази се полетно-слетна писта спортског аеродрома Борки, а на десној обали Волге у граду се налази мања марина. Кроз град пролази деоница железничке линије која повезује Москву са Каљазином. Обе градске обале су повезане великим Кимерским мостом дужине 554,4 метра и висине 16,4 метра. Мост је саграђен 1978. године.

## Историја
Иако је подручје данашње Кимерске земље било насељено од најранијих времена, савремено насеље је основано вероватно током прве половине XVI века, а у писаним изворима Кимри се први пут помиње 1546. у повељу руског цара Ивана Грозног.
Према катастарским списима из 1635. године у насељу су постојала 104 објекта. Средином XVII века у насељу се развија јака занатска делатност, а посебно израда обуће и одеће и век касније Кимри постаје једним од најважнијих обућарских центара у целој царској Русији.
Село је 1781. године ушло у састав Корчевске парохије Тверског наместништва, а исте године задесио га је велики пожар у којем је уништено више од 200 грађевина.
Према подацима из 1806. у самом средишту села постојала су 244 објекта са укупно 700 мушкараца и 724 жене, док је у области Заречја на другој обали Волге било још 100 домаћинстава са укупно 493 пунолетна становника. Године 1813. саграђена је Вознесењска црква, а неколико година касније и Покровски сабор, док је најмлађа од њих Троицка црква саграђена 1832. године (са засебним звоником).
У великом пожару који је опустошио село 1859. изгореле су готово све дрвене грађевине.
Према подацима сверуског пописа становништва из 1897. у Кимрију је живело око 6.000 становника.
|                 |                                     |                                             |
| Покровски сабор | Поглед са десне на леву обалу Волге | Поглед на село са звоника Вазнесењске цркве |

У периоду између 1900. и 1902. саграђена је железница која је Кимри повезала са Москвом, а прва 
железничка станица саграђена је на десној обали Волге у селу Савјолово. У селу је 1906. отворена велика фабрика обуће која је за кратко време стекла репутацију једног од највећих фабричких постројења те врсте у том делу земље. То је био период интензивног развоја села које је 1916. бројало преко 20.000 становника.
Село Кимри је 16. јуна 1917. административно уређено као Град Кимри, а исте године успостављена је и градска скупштина.
Непосредно по успостављању нове револуционарне комунистичке власти 1917. долази до национализације приватне имовине, а током 1930их затворени су и разрушени сви црквени објекти у граду.
Након Другог светског рата долази до интензивније индустријализације и развоја града, а поред фабрика граде се и стамбено објекти у социјалистичком стилу.
Сви градски храмови враћени су Руској православној цркви након распада Совјетског Савеза.

## Демографија
Према подацима са пописа становништва 2010. у граду је живело 49.623 становника, што је за 4.027 (7,51%) мање него по подацима са пописа из 2002. године. Према проценама националне статистичке службе за 2014. град је имао 47.235 становника.
| 1897. | 1959.  | 1970.  | 1979.  | 1989.  | 2002.  | 2010.  | 2014.  |
| ----- | ------ | ------ | ------ | ------ | ------ | ------ | ------ |
| 6.000 | 41.234 | 53.384 | 57.760 | 61.535 | 53.650 | 49.623 | 47.235 |

## Међународна сарадња
Град Кимри има потписане уговоре о сарадњи са следећим градовима:
- Корнвестхајм, Немачка (од 1991)[6]
- Истли, Уједињено Краљевство (од 2010)[6][7]

## Познати Кимерани
- Александар Фадејев (1901–1956) — совјетски и руски писац, председник Уније совјетских писаца